# Симеон Владимир-Волынский
Симеон (неизвестно, Киевская Русь — 1136, Владимир, Волынское княжество, Киевская Русь) — православный святой, преподобный, игумен Киево-Печерский, епископ Владимиро-Волынский в 1123—1136 годах.
Сведения о жизни скудны. Известно, что архиерейскую хиротонию в 1123 году возглавлял Митрополит Киевский и всея Руси Никита.
Скончался в 1136 г.
О жизни и деятельности его в сане епископа не сохранилось известий.
Почитается святым, но о причислении его Церковью к лику святых ничего не известно.